# Danger Danger
I Danger Danger sono un gruppo musicale di genere pop metal formatosi nel Queens a New York nel 1987. Raggiungendo un moderato successo con i primi due album Danger Danger (1989) e Screw It! (1991), la band presto si ritirò dalla scena per problemi legali, cambi di formazione ed il sorgere della scena grunge.

## Storia
Il bassista Bruno Ravel fu per un breve tempo membro dei White Lion prima che la band ottenesse un contratto con la Atlantic Records sostituendolo con James Lomenzo. Egli lasciò la band poiché credeva di non avere capacità nel contribuire al songwriting. Ravel si spostò poi nella band Talas a sostituzione di Billy Sheehan. Sfortunatamente, durante il periodo di militanza nella band, Ravel indossò una maglietta datagli da un fan durante un loro concerto con la scritta "Billy Who?" (Billy Chi?). Sheehan venne a sapere del fatto ed offeso, impedì ai Talas di pubblicare altro materiale. La band così si sciolse. Ravel, dopo aver collaborato per un breve periodo col cantante Joe Lynn Turner, decise di mettere in piedi una band con un suo vecchio amico del Queens, il batterista Steve West. I due reclutarono il tastierista Kasey Smith ed il cantante Mike Pont; questa formazione diede vita alla cover band "Hotshot" nel 1983. Nel 1986 la formazione era composta da Mike Pont alla voce, Tony Rey Bruno alla chitarra, il bassista Bruno Ravel, il tastierista Al Greenwood (Foreigner) con Chuck Bonfante alla batteria.
Nel 1987, cambiarono formazione e nome. Tony Rey Bruno e Chuck Bonfante fondarono i Saraya, mentre Mike Pont e Ravel fondarono i Danger Danger nello stesso anno arruolando West alla batteria e l'ex Talas Al Pitrelli alla chitarra. Questa formazione durò solo per un breve periodo. Infatti Pont si sposterà a Los Angeles per formare la band The Gangsters of Love, così Ravel, West e Smith reclutarono Ted Poley nel ruolo di frontman. Durante le audizioni per un nuovo chitarrista, si presentò anche un certo Jeff Young ex chitarrista dei Megadeth, ma infine non verrà arruolato. Non passò molto tempo che il gruppo venne scoperto da Lennie Petze della Epic Records. Petze, talent scout che aveva già scoperto altri grandi band del calibro di Boston, Cyndi Lauper e Aldo Nova, tra gli altri, fece firmare al gruppo un accordo con la Imagine Records.
Nel 1989 passarono alla pubblicazione del debutto omonimo Danger Danger, che presto ottenne il disco d'oro. Per le registrazioni dell'album parteciparono sia il chitarrista Tony Rey Bruno che il texano Andy Timmons; quest'ultimo dopo le audizioni rimarrà come membro a tempo indeterminato. A seguito dell'uscita dell'album, i Danger Danger si esibiranno al fianco di grandi nomi come Kiss, Alice Cooper, Extreme, Warrant e Faster Pussycat. Grazie ai tour, le radio e l'esposizione a MTV, il loro disco vendette 500 000 copie negli Stati Uniti e i singoli estratti "Naughty Naughty" e "Bang Bang". Quest'ultimo brano venne usato come sigla per lo spot del programma Headbanger's Ball su MTV. Pare inoltre che Bruno Ravel e Steve West parteciparono, assieme a C.C. DeVille dei Poison e la cantante Fiona, al disco Cherry Pie dei Warrant nel 1990, tuttavia i membri dei Danger Danger non vennero accreditati.
Il secondo album  Screw It!, venne registrato con il produttore tedesco Erwin Musper nel 1991. L'intro "Ginger Snaps" vedeva la partecipazione della pornostar americana Ginger Lynn, mentre altri ospiti presenti nel ruolo di coristi erano Gary Cherone, Nuno Bettencourt e Pat Badger degli Extreme. Dal disco vennero estratte le hit di successo "Monkey Business" e "I Still Think About You". Venne poi intrapreso un altro tour con i Kiss, questa volta in Europa, ed un secondo tour sold out in Giappone nel ruolo di headliner, che consolidò la popolarità del quintetto anche all'estero. Dopo aver partecipato a una serie di concerti nei club britannici, grazie alla popolarità ottenuta ad un concerto al London Astoria di Londra, la band insistette per supportare i Kiss nel loro tour europeo del 1992 dopo che gli Slaughter avevano declinato l'invito, tuttavia il gruppo venne respinto. Da questo periodo cominciò il declino della band.

### Il declino
Nell'inverno del 1993 si iniziarono le sessioni del terzo album per la Sony, dal titolo di Cockroach. Eccezionalmente partecipò al disco anche il chitarrista Reb Beach dei Winger, che suonò assieme a Timmons nel brano "Still Kickin'". Al termine delle sessioni, il leader Ted Poley decise di abbandonare la band, e l'uscita dell'album venne cancellata. L'ex frontman fondò i Bone Machine, realizzando una serie di lavori iniziando dal 1994 con l'album Dogs, e successivamente fondando una band chiamata Melodica. Nel Natale 1994, sotto il nome di Ted Poley, il cantante lanciò il singolo "A Letter to Santa (from a Horny 12 yr. Old Boy)". Con il reclutamento del frontman canadese Paul Laine che aveva in precedenza pubblicato l'album solista Stick It in Your Ear per la Elektra Records, i Danger Danger ri-registrarono le parti vocali del terzo album. Poley non reagì positivamente e fece causa alla band impedendo di far pubblicare l'album senza la sua voce. Questo fatto fece perdere all'etichetta l'interesse per il gruppo, così sciolse il contratto. Naturalmente, entrambe le versioni dell'album Cockroach vennero poi fatte circolare non ufficialmente nel mercato dai fans della band (l'album venne poi stampato ufficialmente nel 2001).
Lasciatisi alle spalle i processi legali relativi all'album, il chitarrista Andy Timmons abbandonò il progetto a causa dell'incertezza sulla pubblicazione di Cockroach, e intraprese la carriera solista. La band rimase così composta dai tre membri Ravel, West e Laine, che decisero di registrare un nuovo album intitolato Dawn, pubblicato nel 1995. Il disco si distaccava completamente dal pop metal degli esordi, indirizzandosi sul genere più in voga in quel periodo, il grunge. In occasione dei tour dell'album venne reclutato il bassista Scott Brown.

### La ripresa
In seguito trovarono un accordo con l'etichetta tedesca MTM Music per una nuova realizzazione nel tardo 1997. Questo nuovo lavoro intitolato Four the Hard Way vedeva la formazione composta da Laine, Ravel e West ed il ritorno di Timmons e Kasey Smith per registrare l'album che segnerà il ritorno alle vecchie sonorità che avevano reso famoso il gruppo. Il disco era composto da nuove tracce e in aggiunta alcuni brani ri-registrati che originariamente avrebbero dovuto comporre l'album Cockroach. Four the Hard Way venne ben accolto dalla critica del settore ricevendo ottime recensioni in tutto il mondo, e venendo definito come un classico del genere. Verso la fine dell'anno la band suonò in Europa in apertura ai riformati UFO, ma fallirono nel suonare in Gran Bretagna, paese europeo dove il gruppo avrebbe sicuramente ottenuto più popolarità. Suonando per 45 minuti, il trio Laine, West e Ravel, aggiunse il chitarrista Tony Bruno.
Ravel formò parallelamente la superband Westworld nel 1999 assieme al frontman dei TNT Tony Harnell, il chitarrista dei Riot Mark Reale e l'ex-batterista dei Blue Öyster Cult e Rainbow John O'Reilly. Il 2001 vede i Danger Danger ancora uniti per promuovere il nuovo album The Return of the Great Gildersleeves, anche questo ben accolto dai fans e critica. Paul Laine e il chitarrista Chris Matheson formarono gli Shugaazer nel 2002. Il sito ufficiale sorprese i fans quando venne finalmente annunciata la pubblicazione dell'album Cockroach. La particolarità fu che questo presentava due dischi, con le versioni di entrambi i cantanti, Ted Poley e Paul Laine ciascuno su un CD. Venne da molti definito il miglior lavoro del gruppo. Nel 2002 VH1 incluse i Danger Danger nella classifica "Top 40 Hairbands of All Time" alla posizione n° 25. Più tardi quell'anno, il loro brano "Naughty Naughty Xmas" nel film natalizio della Disney Che fine ha fatto Santa Clause? (titolo originale The Santa Clause 2).
Durante il 2003 venne realizzato il disco Rare Cuts, una raccolta che includeva tracce irrealizzate e rare. A seguito del successo dell'album, e la registrazione del nuovo album dal vivo Live and Nude con Rob Marcello alla chitarra, la band tornò trionfalmente nel Regno Unito (dopo 10 anni di assenza) e poi in Spagna. Verso la fine dell'anno vede la luce la compilation We Wish You a Hairy Christmas, una collezione di brani natalizi suonati da diverse "hair band" degli anni 80, in cui i Danger Danger parteciparono sempre con la traccia "Naughty Naughty Xmas".
Ted Poley ritornò nella formazione dei Danger Danger nel marzo 2004 e la band annunciò la partecipazione allo Sweden Rock Festival. Nell'aprile suonarono nel loro paese per la prima volta dopo un decennio, oltre a esibirsi in Europa, Brasile, Canada.  Nel 2007 la band partecipa ad una compilation natalizia intitolata Monster Ballads Christmas con lo stesso brano "Naughty Naughty Xmas", assieme a molte altre hair metal band tra cui Skid Row, Winger, Twisted Sister, Dokken, Stryper e molti altri. Nel 2008 i Danger Danger suonano al Firefest di Nottingham, durante il quale Ted Poley cedette il microfono a Paul Laine per una parte dell'esibizione (questo aveva suonato al medesimo festival la giornata precedente con l'aiuto di Bruno Ravel e Rob Marcello).
Nel 2009 viene annunciata la pubblicazione del settimo album Revolve, prevista in settembre per l'etichetta italiana Frontiers Records.
Nel 2014 la band si riunisce con tutta la storica formazione, compresi Andy Timmons e Kasey Smith, per suonare al firefest, i fans sperano in un nuovo progetto discografico ma la cosa non vedrà mai la luce. 
Nel 2016 Bruno Ravel, Rob Marcello e Paul Laine danno vita a un progetto parallelo denominato The Defiants.

## Formazione

### Formazione attuale
- Ted Poley – voce (1987-1993, 2004-oggi)
- Bruno Ravel – basso, chitarre, tastiere (1987-oggi)
- Steve West – batteria (1987-oggi)
- Rob Marcello – chitarre (2003-oggi)

### Ex componenti
- Andy Timmons – chitarre (1989-1993; 1997-2003)
- Kasey Smith – tastiere (1987-1992)
- Paul Laine – voce (1994-2004)
- Scott Brown – basso (1995-1996)
- Mike Pont – voce (1987)
- Tony Rey Bruno – chitarre (1989)
- Al Pitrelli – chitarre (1987)

## Discografia

### Album in studio
- 1989 – Danger Danger
- 1991 – Screw It!
- 1995 – Dawn
- 1998 – Four the Hard Way
- 2000 – The Return of the Great Gildersleeves
- 2001 – Cockroach
- 2009 – Revolve

### EP
- 1990 – Down and Dirty Live

### Live
- 2005 – Live and Nude

### Raccolte
- 2003 – Rare Cuts

### Singoli
| Anno | Titolo                    | US Hot 100 | US MSR | UK Singles |
| ---- | ------------------------- | ---------- | ------ | ---------- |
| 1989 | "Naughty Naughty"         | -          | -      | -          |
| 1990 | "Bang Bang"               | 49         | 39     | -          |
| 1992 | "Monkey Business"         | -          | -      | 42         |
| 1992 | "I Still Think About You" | -          | -      | 46         |
| 1992 | "Comin' Home"             | -          | -      | 75         |